# Juan Sinforiano Bogarín
Monseñor Juan Sinforiano Bogarín González fue el primer arzobispo del Paraguay.
Nació en el pueblo de Mbuyapey, departamento de Paraguarí, el 21 de agosto de 1863. Hijo de Juan José Bogarín y de doña Mónica de la Cruz González. Huérfanos durante la guerra contra la Triple Alianza, Juan Sinforiano y sus tres hermanos quedaron bajo la custodia de su tía materna María Pabla González.

## Su Vida
Pasó su infancia en Arecaya, Limpio, donde estudió las primeras letras y a los 16 años ingresa en el reabierto Seminario Conciliar de Asunción. 
Fue ordenado sacerdote el 24 de febrero de 1886 en la Catedral, de la que fue su párroco desde 1887 cuando es electo Obispo por el Papa León XIII el 21 de septiembre de 1894, luego de integrar la terna de posibles prelados a la muerte del Obispo Aponte en 1891, conjuntamente con el Pbro. Doctor en Teología por Roma, Narciso Antonio Palacios y el Pbro. Claudio Arrúa, administrador eclesiástico, entonces, de la Diócesis.
Fue consagrado por el Ilmo. Monseñor Luis Lasagna, Obispo Titular de Trípoli, quien vino para el acto, el día 3 de febrero de 1895, sirviéndole de padrinos el Señor Presidente de la República y Señora Casiana Isasi de Egusquiza.

## Carrera eclesiástica
Ingresó al reabierto Seminario Conciliar en 1880 de donde egresó seis años después. Ordenado sacerdote por el obispo Juan Pedro Aponte, pasó tiempos después a ocupar cargos de relevancia en la Iglesia paraguaya: como cura rector de la Catedral y secretario general de la Curia Eclesiástica.
El padre Bogarín era de costumbres simples y muy afecto al rígido cumplimiento de sus compromisos religiosos. 
En 1891, integró la terna de propuestos para el obispado, por el fallecimiento de Aponte.
El 21 de septiembre de 1894 fue designado por el papa León XIII, Obispo del Paraguay y consagrado como tal el 3 de febrero de 1895, día de San Blas, patrono del Paraguay.

## Fortiter et suaviter
Esa era la divisa del escudo episcopal, principio que sustentó en el curso de su laboriosa carrera: fortaleza en la defensa de su magisterio y suavidad en el trato con los demás. Le correspondió solucionar con firmeza las irregularidades del sacerdocio descarriado de la posguerra, perdonando a los caídos e inculcándoles el sendero apropiado para el ejercicio de su ministerio.
Ordenó en el sacerdocio a casi un centenar de jóvenes, dando cobertura parcial a las grandes necesidades pastorales de un elevado número de  parroquias de su diócesis.

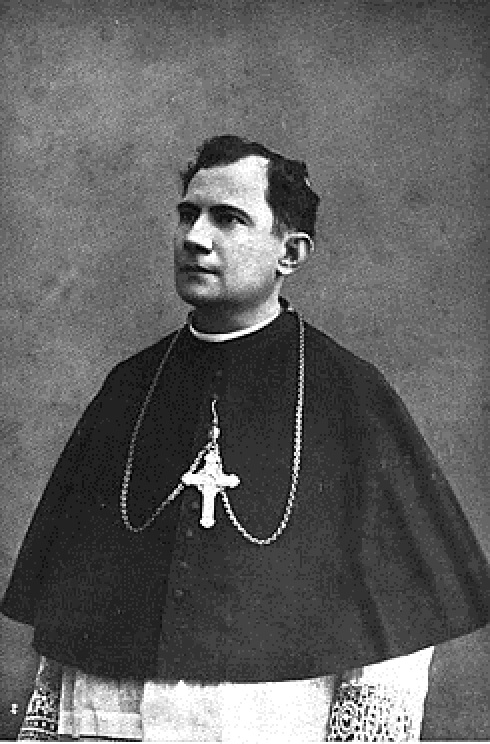
Juan Sinforiano Bogarín en sus años de juventud.

La llegada al país de diversas congregaciones religiosas supuso un gran alivio para su acción evangelizadora.
Alentó la organización de apostolados laicos como la Acción Católica, la Liga de Damas Católicas y la Federación de Juventud Católica en un esfuerzo por devolver al país el orden y el respeto social.
Le cupo desarrollar una larga lucha contra las organizaciones liberales que proponían el matrimonio civil, el divorcio y la educación laica, llevando a cabo una fuerte campaña contra la masonería, la anarquía y los fanatismos partidarios.
El Paraguay registraba una abundante y tumultuosa historia de revoluciones y golpes de estado. A cada uno de ellos se enfrentó con energía a través de sus Cartas Pastorales,  exigiendo la paz entre las familias y el cese de las torturas, no descuidando un minuto la atención espiritual de sus hermanos necesitados.
El obispo viajero recorrió casi cincuenta mil kilómetros del territorio nacional animando a los campesinos a organizarse socialmente para la defensa de sus tierras y de sus derechos, sin abandonar sus instrucciones para un mayor acercamiento a la doctrina de Cristo.
El Sacerdote,  Mons. Hermenegildo Roa fue su secretario y vicario general de la diócesis.
En 1929 se creó la Provincia Eclesiástica del Paraguay integrada por la arquidiócesis de Asunción, la diócesis de Villa Rica del Espíritu Santo y la diócesis de Concepción.
El 15 de agosto de 1930, monseñor Bogarín recibió el palio arzobispal y poco tiempo después, luego de tres décadas de espera, se obtuvo la separación de la arquidiócesis de Buenos Aires.
En 1932, al comienzo de la guerra con Bolivia, se consagraron los obispos Agustín Rodríguez para Villarica y Emilio Sosa Gaona de Concepción y Chaco.
En 1937, a cuatrocientos años de la fundación de la Casa fuerte N. S. de la Asunción se llevó a cabo el Primer Congreso Eucarístico Nacional.
Luego de una fecunda vida dedicada por completo a su elevada función, el arzobispo de recordada memoria falleció a los 85 años de edad, el 25 de febrero de 1949. Fue un acontecimiento luctuoso para la historia paraguaya.
Los más antiguos recuerdan su espigada y señorial figura cabalgando por los más recónditos pueblos de la campaña.

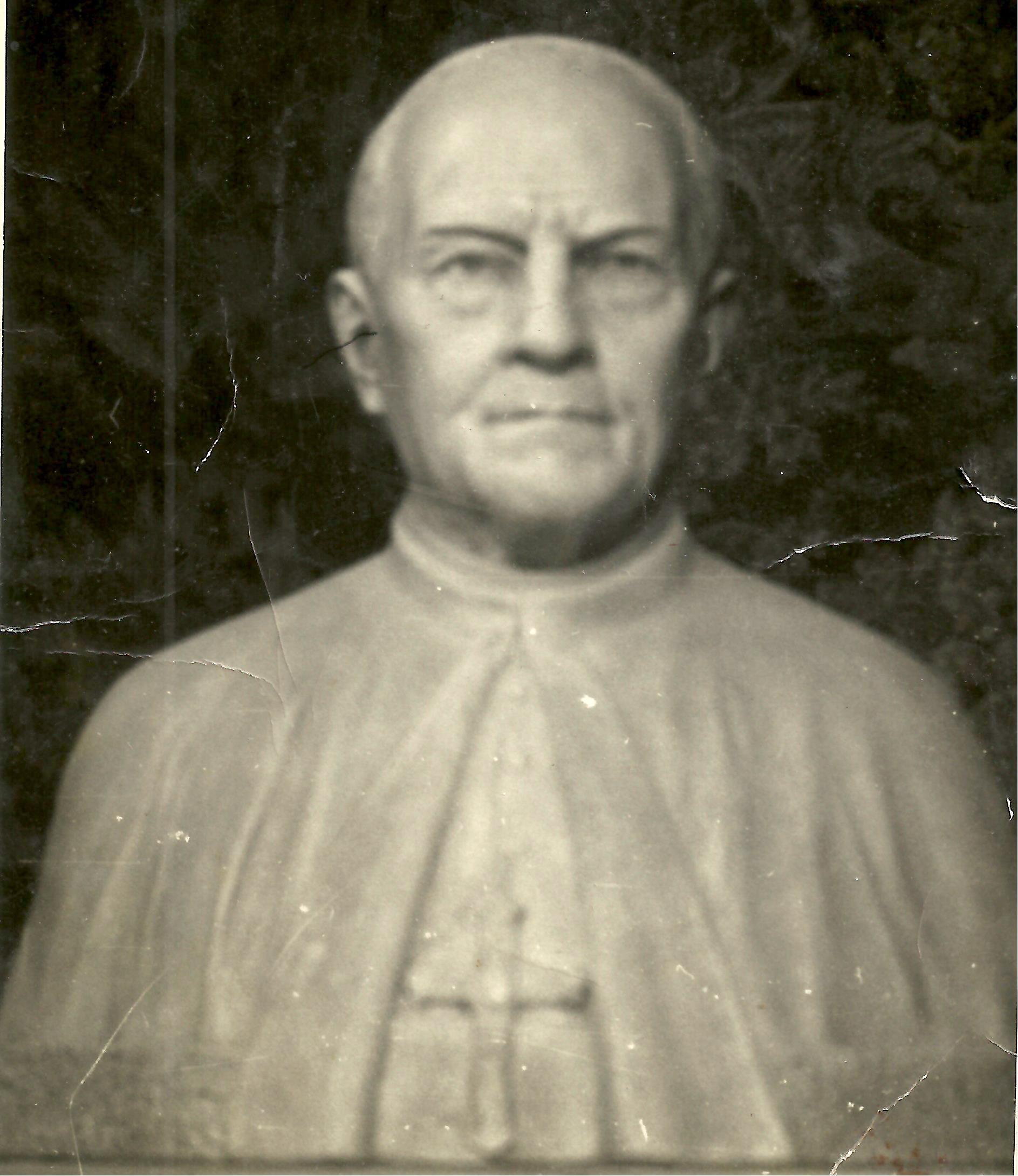
Obra del escultor Erminio Blotta de Msor. Bogarín

## Honores
- 1955: busto de monseñor arzobispo Bogarín, obra del escultor Erminio Blotta (1892-1976) piedra de Córdoba blanca, interior, en la Catedral, 70 kg y 7 dm de alto, yace en un monumento de granito de 16 dm de alto × 24 dm de largo. Monumento obra del Arq. Taglia. Comitente: monseñor Mena Porta, en la catedral.